# Brunetta d'Usseaux
I Brunetta d'Usseaux sono una famiglia di origini franche, che acquisì ampi territori nel Piemonte occidentale, nell'area di Pinerolo.

## Storia

### Le origini
L'albero genealogico della famiglia Brunetta affonda le proprie radici nel periodo tardo medievale quando probabilmente i primi membri di questa famiglia si spostarono dalla regione originaria dell'Alvernia verso il Piemonte. Proprio nel capoluogo locale di Clermont-Ferrand, infatti, si trovano tracce di questo cognome ascrivibili già al XII secolo. Un tale Giovanni Brunetta proveniente dalla Francia è infatti investito della patente di borghesia presso il castello di Pinerolo già nel 1397.

### L'inizio della fortuna della famiglia
Le notizie ad ogni modo rimangono incerte sino ad un periodo relativamente recente, ovvero quando Bartolomeo Brunetta divenne sindaco di Pinerolo nel 1699, poi maggiorente di Villafranca e quindi governatore di Nizza nel 1704, di Mondovì nel 1706 (l'anno del famoso assedio francese a Torino) ed ancor prefetto di Pinerolo (1710) e poi di Cherasco (1719). Questi si stabilì a Pinerolo di dove era originario, ingrandendo considerevolmente l'abitazione della propria famiglia. Richiamato alle armi sotto Carlo Emanuele III di Savoia, divenne colonnello del reggimento di fanteria "Piemonte" e combatté la Battaglia dell'Olmo presso Cuneo il 30 settembre 1744 con distinzione. A lui si deve la nobilitazione della famiglia, avvenuta per decreto regio del 1734 e l'acquisizione in quello stesso anno del feudo di Usseaux da cui il cognome della famiglia.
Il figlio di questi, Giovanni Battista, fu avvocato e presidente tra l'altro del Sovrano Consiglio di Pinerolo (di cui fu sindaco nel 1734, 1739, 1748, 1754 e 1776). Con il suo matrimonio nel 1747 con Maria Teresa, figlia del conte Emanuele Bochiardi di San Vitale, ereditò una discreta somma che gli permise di ingrandire ulteriormente il patrimonio di famiglia. Anche il figlio di questi, Emanuele Giuseppe Ignazio ebbe nobile matrimonio e fu sindaco di Pinerolo nel 1782.

### Lo spirito militare
A lui succedette il figlio primogenito Enrico Maria Luigi Stanislao che fu colonnello del reggimento piemontese "Roussilon" durante il periodo napoleonico. Questi si sposò due volte, la prima con la contessa Maria Anna Gabriella di Roero e Monbarone da cui ebbe i primi due figli. Dopo la morte della prima moglie si risposò il 15 settembre 1810 con la contessa Maria Cristina Enrichetta Cotti di Brusasco. Tra i tredici figli che il conte Enrico ebbe, i sette figli maschi intrapresero tutti come lui la carriera militare e molti di questi divennero dei personaggi chiave della prima e della seconda guerra d'indipendenza italiana, distinguendosi più volte con atti di eroismo sul campo:
- Federico (1804-1879), fu maggiore del 18º reggimento di fanteria della brigata "Acqui"
- Alessandro (1808-1858), fu capitano del 12º reggimento di fanteria della brigata "Casale"
- Carlo Augusto (1811-1863), generale dei carabinieri, partecipò alla carica di Pastrengo nel 1848, combattendo poi a Valeggio e Custoza. Fu inoltre grand'ufficiale dell'Ordine dei Santi Maurizio e Lazzaro e ufficiale della Legion d'Onore, nonché uno dei principali autori della lotta al brigantaggio nell'Italia meridionale.
- Maria Gabriella (1812)
- Carlotta Arcangela (1814)
- Maria Luigia (1815)
- Edoardo (detto anche Odoardo, 1816-1859), ferito a Governolo nel 1848, ebbe due medaglie d'argento al Valor Militare a Sommacampagna e a Volta. Morì sul campo.
- Teresa (1818)
- Annibale Luigi (1819)
- Francesco (1821-1895), ferito come il fratello a Governolo, ebbe una medaglia d'argento al Valor Militare dopo lo scontro di Volta nel 1848.
- Felice (nome completo di Giovanni Battista Alberto Felice, 1824-1886), fu tenente del reggimento "Piemonte Cavalleria" e fu ferito durante la carica dell'esercito sabaudo alle porte di Milano il 4 agosto 1848. Passato in seguito nei cavalleggeri di Monferrato, si guadagnò una medaglia d'argento al Valor Militare a San Marino nel 1859.
- Adelaide Luigia (1825)
- Ernesta Claudia Angelica (1827)
- Pietro (1831), fu colonnello dei bersaglieri e combatté nella Battaglia di Novara non ancora ventenne, partecipando poi alla Guerra di Crimea e guadagnandosi due medaglie d'argento al Valor Militare nelle battaglie di Palestro (1859) e Ancona (1860). Nel 1866 ottenne anche la medaglia d'oro al Valor Militare per aver soppresso la rivolta della città di Palermo.

La famiglia proseguì coi figli di Carlo Augusto, tra i quali merita di essere citato Eugenio, primo (ed unico) commissario italiano per le olimpiadi, il quale ad ogni modo per far fronte alle esigenze di mantenimento della famiglia che dopo la morte del padre era entrata in profonda crisi economica, vendette tutte le proprietà della sua casata a Pieve di Scalenghe tramite il conte Enrico Massa di San Biagio. Le sorti della famiglia si risollevarono nel 1882 col matrimonio tra il conte Eugenio e la nobildonna russa Caterina di Zeyffart, la quale era figlia del boiardo Pyotr, capitano di un corpo di ussari dello zar e ricco possidente in Ucraina, e della contessa Yelena (Hélène) Sinelnikov, figlia dell'ultimo atamano dei liberi cosacchi del Dnieper. La coppia ebbe quattro figli.
Gli stretti legami con la famiglia imperiale russa fecero sì che quando nell'ottobre del 1909 Nicola II si fosse recato in Italia per incontrare Vittorio Emanuele III e firmare con lui il trattato di Racconigi contro l'Austria, lo zar si soffermò anche a visitare il castello del conte Brunetta Usseaux che già da diversi anni era ormai vedovo.
Alla morte di questi gli succedette il figlio primogenito, Gustavo Augusto Pietro Maria, che intraprese la carriera militare arruolandosi nel reggimento cavalleggeri "Umberto I" raggiungendo il grado di sottotenente.